# 孤峰山水库
孤峰山水库是中国山西省大同市天镇县境内的一座水库，位于三沙河上，建于1961年。水库正常库容为180万立方米，集雨面积为291平方千米，海拔为1073.5米。